# 柯立芝 (亚利桑那州)
柯立芝（英語：Coolidge）是美国亚利桑那州皮纳尔县下属的一座城市。面积约为56.58平方英里（约合146.5平方公里）。根据2010年美国人口普查，该市有人口11,825人，人口密度为209.3/平方英里。在建制上，该市属于“City”。